# Jignesh Desai
Jignesh Harshadrai Desai (18 de abril de 1974) é um ex-jogador de críquete americano.
Desai foi jogador da Seleção de Críquete dos Estados Unidos.